# 勝小鹿
勝 小鹿（かつ ころく、嘉永5年2月17日（1852年3月7日） - 明治25年（1892年）2月8日）は、日本の海軍軍人。初代海軍卿勝海舟の嫡男。幼名は小六。最終階級は海軍少佐。

## 生涯
江戸出身。慶応3年（1867年）9月、米国ラトガース大学留学。明治4年（1871年）6月、アナポリス（米海軍兵学校）に入校し、翌年には海軍省留学生となる。明治10年（1877年）6月に卒業。イギリス・フランスを視察し12月に帰国した。翌11年（1878年）1月に海軍大尉に任官するが、小鹿の海軍生活は健康に恵まれず、予備役となるまで病気による休職期間が長い。同年3月に海軍兵学校出動を命じられるも、病気療養が続いた。12月少佐へ進級。
明治13年（1880年）12月に兵学校練習船の「摂津艦」副長兼砲術課副課長に就任。乗員の指導にあたるが翌14年（1881年）4月には療養を願い出て、任を離れた。明治17年（1884年）9月、調度局艦船営需用品取調掛長として復帰し、静岡県士族斎藤氏の妹と結婚。しかし翌18年（1885年）9月から病のため休職。12月に横須賀屯営副長となるが、明治19年（1886年）4月から病気引入となる。明治20年（1887年）1月、造船会議議員として復帰したが翌21年（1888年）11月に待命となり12月から休職。明治24年（1891年）7月に予備役編入となり翌25年（1892年）、39歳で死去。墓所は青山霊園(1イ4-22)
小鹿には男子がいなかったため、勝家は小鹿の長女・伊代子（1888年 - 1922年）に徳川慶喜の十男・精を婿として迎えた。精は明治32年（1899年）の海舟の死後、勝伯爵家を承継した。